# Manliherica M1890 (karabinka)
Karabinka manliherica M1890 ali Mannlicher M1890 (M pomeni Muster) je repetirna karabinka oz. štuc, ki jo je razvil Ferdinand Mannlicher v takratni Avstro-Ogrski. Bila je razvita kot zamenjava za stare enostrelne karabinke Werndl. Nasledila sta jo štuc in karabinka Mannlicher M1895.

## Razvoj
Ob uvedbi pušk Mannlicher M1886 in M1888 v redno oborožitev Avstro-ogrske vojske je tudi konjenica pričela eksperimente z 8-mm kratkocevnimi manlihericami enakega mehanizma (M88). Konjeniški inšpektor z njimi ni bil zadovoljen zaradi njihove teže in jih je zavrnil. Leta 1889 je bila masa zmanjšana na 3,4 kg in pričeli so se testi. V štiri konjeniške polke jih je bilo razdeljenih skupno štirideset. Okoli istega časa je Ferdinand Mannlicher predstavil še svoj novi izum, ki je bil po teži primerljiv s tistim, ki so ga že testirali. Glavna prednost novega izuma je bila ta, da je uporabljal trdnejši zaklep, ki se ni zaklenil v spodnji del zaklepišča, ampak v del zaklepišča, ki je neposredno za cevjo. Ta zaklep je omogočal varnejše streljanje in omogočal uporabo močnejšega naboja. Po prestanih testih je ta karabinka 20. decembra 1890 postala glavno orožje avstro-ogrske konjenice.

## Različice
Obstajale so tri glavne različice:
- Kojneniška karabinka (Repetier-Carabiner M.90) je bila prva različica, uvedena leta 1890. Nastavka za jermen je imela na levi strani kopita, tako so jo lahko konjeniki nosili prečno preko hrbta. Ni imela kljukice za zlaganje in je bila brez posebnega nasadka za bajonet, saj se je poseben bajonet pritrdil kar na sprednji merek.[4] Ta različica je bila najpogostejša, izdelali so jih 58.000.[3]

- Štuc (Repetier-Stutzen M.90) je imel na levi strani nasadek za bajonet (tipa M1888) in nastavka za jermen na spodnji strani kopita, mornarji so ga lahko nosili navpično čez ramo. Imel je kljukico za zlaganje v piramido.[4] Uporabljala ga je Avstro-ogrska vojna mornarica.[3]

- Žandarmerijska oz. orožniška karabinka (Extra-Corps-Gewehr M.90) je bila uvedena leta 1892. Na levi strani je imela nasadek za bajonet tipa M1888 in nastavka za jermen na spodnji strani kopita, orožniki so ga lahko nosili navpično čez ramo. V primerjavi z vojaškim štucom ni imel kljukice za zlaganje v piramido.[4]

## Uporabniki

#### Države
- Afganistanski emirat: Leta 1899 je afganistanski emir Abdur Rahman Khan naročil nekje med 100 in 1000 teh manliheric v konjeniški konfiguraciji.[5]
- Avstro-Ogrska: V uporabi pri konjenici, vojni mornarici in žandarmeriji. Ob izbruhu velike vojne leta 1914 je imela Avstro-ogrska skupna vojska na razpolago 90.000 kosov (vseh treh  različic).[6]
- Kraljevina Bolgarija:[7] Med leti 1890 in 1897 je iz tovarne v Steyrju v bolgarski arsenal prišlo natančno 10.218 karabink sistema M.90.[8]
- Češkoslovaška: Leta 1939 je imela v arzenalu 2.312 karabink M.90.[9]
- Kraljevina Grčija: Zasežene od Bolgarije in Avstro-Ogrske.
- Kraljevina Italija: Zasežene na soški fronti in prejete od Avstrije kot odškodnina za zmago v vojni.

#### Skupine
- Makedonski revolucionarji: V boju za Makedonijo med letoma 1904 in 1908 so borci uporabljali karabinke M.90.